# Ford Tonic
Ford Tonic – samochód osobowy klasy kompaktowej produkowany pod amerykańską marką Ford w latach 1986 – 2003.

## Historia i opis modelu

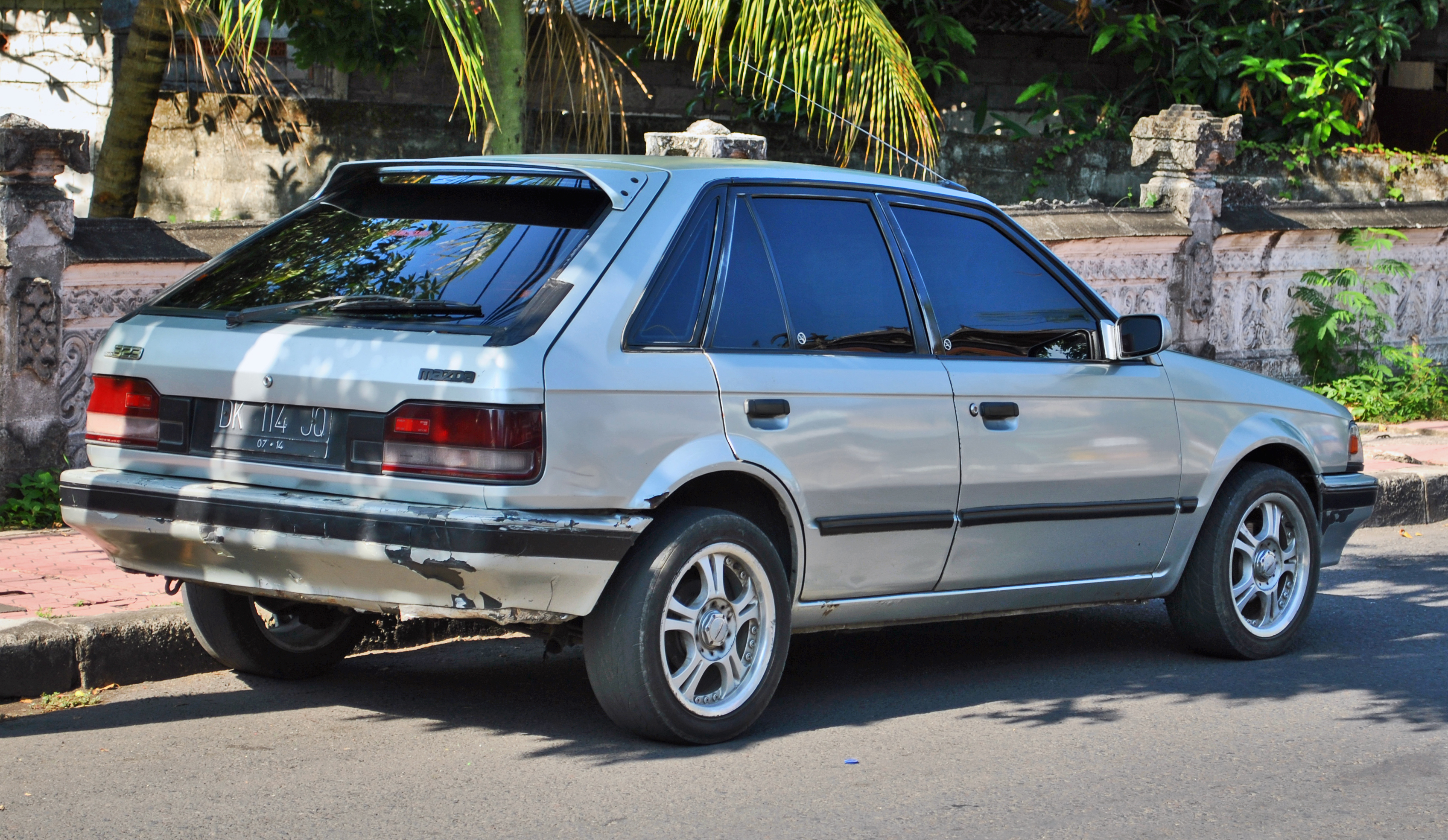
Ford Tonic - tył

W drugiej połowie lat 80. XX południowoafrykański oddział Forda zdecydował się uzupełnić lokalną ofertę o tańszą alternatywę dla modelu Laser. Podobnie jak on, Ford Tonic był bliźniaczą wersją Mazdy 323 i razem z nią był równolegle oferowany, różniąc się od niej wizualnie jednak w znacznie mniejszym stopniu od droższego i modelu Laser.

### Sprzedaż
Zarówno Ford Tonic, jak i Mazda 323 były wytwarzane w Pretorii w ramach spółki Samcor i oferowane równolegle wyłącznie w Południowej Afryce.
W czasie gdy droższy Ford Laser zniknął z rynku w 1998 roku, Tonic był produkowany aż do 2003 roku jako odpowiedź na podobne budżetowe, kompaktowe modele na rynek południowoafrykański jak Toyota Tazz czy Volkswagen Citi Golf. Po 2003 roku jedynym kompaktowym modelem Forda w RPA został model Focus.

### Silnik
- L4 1.3l E3
- L4 1.5l E5
- L4 1.6l B6